# William Mason (Komponist)

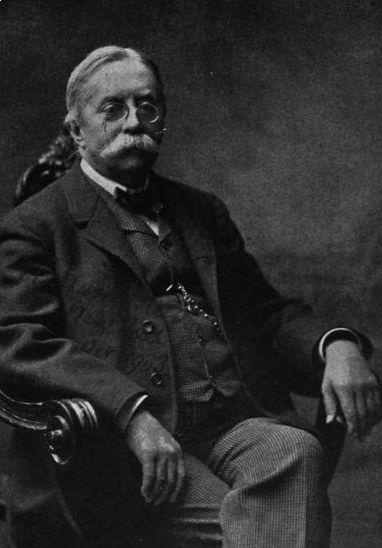
William Mason

William Mason (* 24. Januar 1829 in Boston; † 14. Juli 1908 in New York City) war ein US-amerikanischer Pianist, Komponist und Musikpädagoge.

## Leben
Mason studierte ab 1849 in Leipzig bei Ignaz Moscheles, Moritz Hauptmann und Ernst Friedrich Richter, dann in Weimar bei Franz Liszt und in Prag bei Alexander Dreyschock. Er trat als Konzertpianist auf und ließ sich schließlich 1855 als Pianist und Klavierlehrer in New York nieder.
Mason komponierte Balladen, Scherzi, Tänze und Capricen für das Klavier, die der Salonmusik nahestehen. Daneben verfasste er auch mehrere musikpädagogische Schriften.

## Schriften
- A Method for the Piano-Forte, 1867
- A System for Beginners in the Art of Playing upon the Piano-Forte, 1871
- A System of Technical Exercises for the Piano-Forte, 1878
- Touch and Technic, 1891–92
- Memories of a Musical Life, New York 1901 (Digitalisat)